# Рада Ђурић
Радмила Ђурић (рођена као Ђорђевић; Ваљево, 15. април 1966) српска је новинарка и телевизијска водитељка.

## Биографија
Рада је рођена 15. априла 1966. године у Ваљеву. Са оцем Александром, мајком Мирјаном и три године старијим братом Драгољубом живела је у Лајковцу. Александар је радио као железничар, а породица је живела у Лајковцу све до његове смрти. Радин отац је умро када је она имала девет година. Након тога, мајка јој је добила посао у Пожаревцу, па су се тамо и преселили. Због посла мајке и оца, доста времена је проводила са бабом, за које је желела да постане хармоникашица. Дипломирала је на Факултету политичких наука у Београду.
Волонтирала је, а касније и радила на Радио Лазаревцу. Године 1993, Радио-телевизија Србије је расписала конкурс за новинаре, а Рада је изабрана као један од најбољих кандидата за тај посао. Посао добија као део емисије Јутарњи програм РТС-а. Снимала је прилоге и за друге емисије, за четири године је радила као хонорарац. Године 1998, добија прилику да води емисију Београдска хроника. Током 2015. године, уређивала је и водила ауторску емисију А сада Рада, за коју је снимила две сезоне и 53 епизоде.
Након скоро 30 година рада на Радио-телевизији Србије, 2020. године прелази на канал Нова, где се придружује тиму емисије Међу нама, уместо Наташе Миљковић, заједно са Мајом Николић. 15. марта 2021. на истој телевизији започиње своју ауторску емисију Да сам ја неко, a од септембра исте године та емисија се емитује на телевизији Н1.
Од септембра 2024. до јануара 2025. године Рада је поново била водитељка емисије Међу нама на телевизији Нова, али и аутор исте емисије, а истовремено је наставила да води емисију Да сам ја неко на телевизији Н1. По престанку рада на тој емисији, Рада наставља да води емисију Да сам ја неко на телевизији Н1.